# Bostongurka

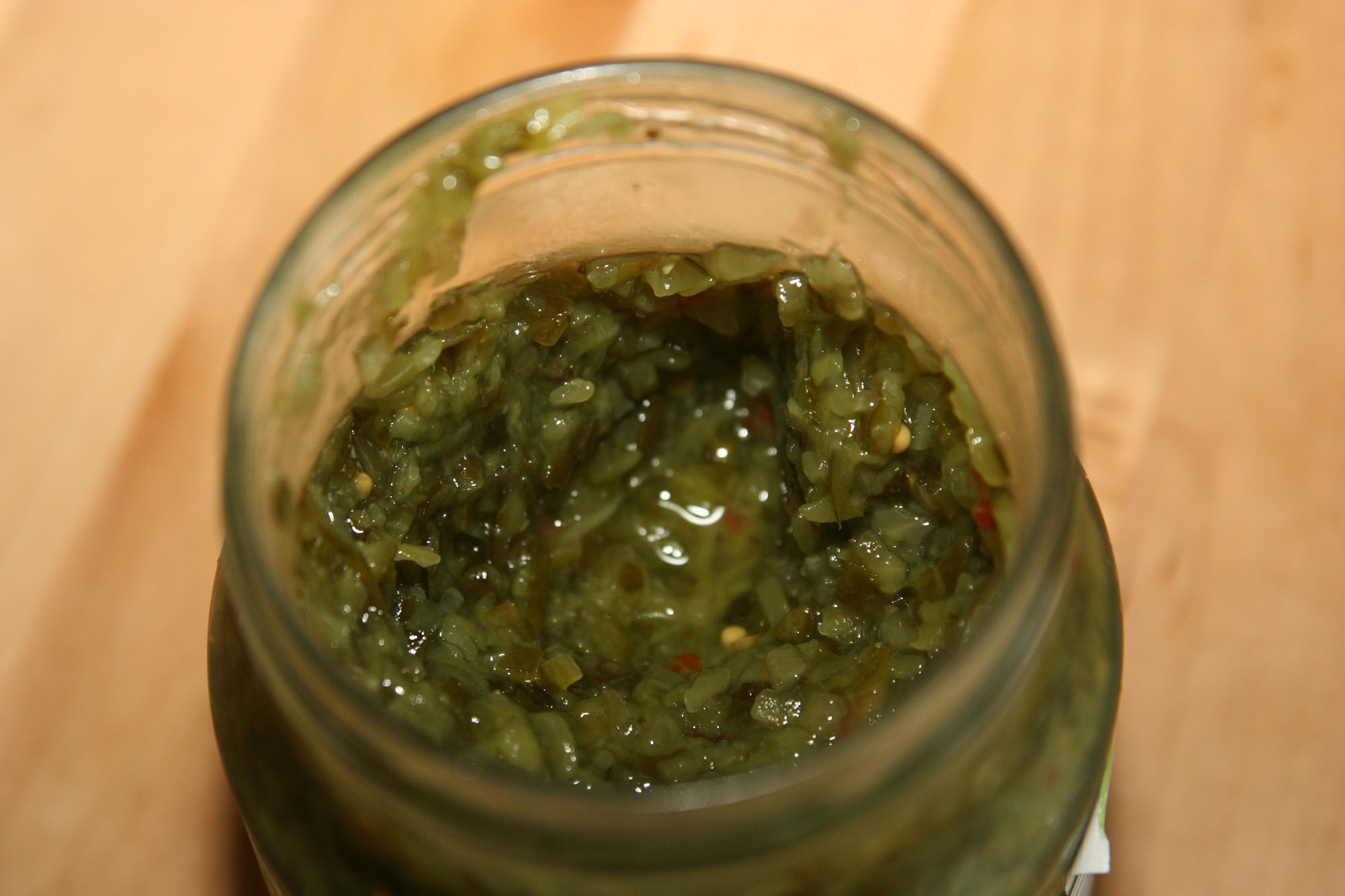
Bote con Bostongurka.

El Bostongurka (en sueco ‘pepino Boston’ o ‘encurtido Boston’) es un tipo de relish de pepinillo (pepino encurtido) con especias tales como el pimentón y las semillas de mostaza. Es uno de los encurtidos de pepino más populares de Suecia.
A pesar de su nombre, el Bostongurka no tiene nada que ver con la ciudad de Boston. El Bostongurka fue inventada por la compañía sueca Felix a partir de una receta húngara. Originalmente fue inventado como una forma de aprovechar los restos sobrantes de los pepinos al prepararlos para encurtir. Actualmente Bostongurka es una marca registrada de Procordia Foods.
- Datos: Q842922